# Lista primarilor orașului New York
Primarul orașului New York este șeful executiv al guvernământului orașului New York, precum e stipulat in Carta orașului New York.
Această listă include toți primarii orașului New York de la fondarea sa până în prezent.
Actualul primar al New Yorkului, (al 109-lea), este Eric Adams, un Democrat.
Vri mai longevivi primari au fost Fiorello H. La Guardia (1934–1945), Robert F. Wagner, Jr. (1954–1965), Edward I. Koch (1978–1989), and Michael Bloomberg (2002–2013) fiecare din ei fiind în funcție câte 12 ani (trei mandate de 4 ani consecutive).

## Primari ai orașului neconsolidat

### Primari desemnați
| no. | Nume                                      | Început           | Sfârșit           | Partid politic        |
| --- | ----------------------------------------- | ----------------- | ----------------- | --------------------- |
| 1   | Thomas Willett (1-ul termen)              | 1665              | 1666              |                       |
| 2   | Thomas Delavall (1-ul termen)             | 1666              | 1667              |                       |
| 3   | Thomas Willett (al 2-lea termen)          | 1667              | 1668              |                       |
| 4   | Cornelius Van Steenwyk (1-ul termen)      | 1668              | 1671              |                       |
| 5   | Thomas Delavall (al 2-lea termen)         | 1671              | 1672              |                       |
| 6   | Matthias Nicoll                           | 1672              | 1673              |                       |
| 7   | John Lawrence (1-ul termen)               | 1673              | 1675              |                       |
| 8   | William Dervall                           | 17 octombrie 1675 | 14 octombrie 1676 |                       |
| 9   | Nicholas De Mayer                         | 14 octombrie 1676 | 1677              |                       |
| 10  | Stephanus Van Cortlandt (1-ul termen)     | 1677              | 1678              |                       |
| 11  | Thomas Delavall (3rd term)                | 1678              | 1679              |                       |
| 12  | Francis Rombouts                          | 1679              | 1680              |                       |
| 13  | William Dyre                              | 30 octombrie 1680 | 1682              |                       |
| 14  | Cornelius Van Steenwyk (al 2-lea termen)  | 1682              | 1684              |                       |
| 15  | Gabriel Minvielle (*)                     | 1684              | 1685              |                       |
| 16  | Nicholas Bayard (*)                       | 1685              | 1686              |                       |
| 17  | Stephanus Van Cortlandt (al 2-lea termen) | 1686              | 1688              |                       |
| 18  | Peter Delanoy 1                           | 1689              | 1691              |                       |
| 19  | John Lawrence (al 2-lea termen *)         | Mai 1691          | Octombrie 1691    |                       |
| 20  | Abraham de Peyster                        | Octombrie 1691    | 1694              |                       |
| 21  | Charles Lodwik                            | 1694              | 1695              |                       |
| 22  | William Merritt                           | 1695              | 1698              |                       |
| 23  | Johannes de Peyster                       | 1698              | 1699              |                       |
| 24  | David Provost                             | 1699              | 1700              |                       |
| 25  | Isaac De Reimer                           | 1700              | 1701              |                       |
| 26  | Thomas Noell                              | 1701              | 1702              |                       |
| 27  | Phillip French                            | 1702              | 1703              |                       |
| 28  | William Peartree                          | 1703              | 1707              |                       |
| 29  | Ebenezer Wilson                           | 1707              | 1710              |                       |
| 30  | Jacobus Van Cortlandt (1-ul termen)       | 1710              | 1711              |                       |
| 31  | Caleb Heathcote                           | 1711              | 1714              |                       |
| 32  | John Johnstone                            | 1714              | 1719              |                       |
| 33  | Jacobus Van Cortlandt (al 2-lea termen)   | 1719              | 1720              |                       |
| 34  | Robert Walters                            | 1720              | 1725              |                       |
| 35  | Johannes Jansen                           | 1725              | 1726              |                       |
| 36  | Robert Lurting †                          | 1726              | 1735 †            |                       |
| 37  | Paul Richard                              | 1735              | 1739              |                       |
| 38  | John Cruger †                             | 1739              | 13 august 1744 †  |                       |
| 39  | Stephen Bayard                            | 1744              | 1747              |                       |
| 40  | Edward Holland †                          | 1747              | 1757 †            |                       |
| 41  | John Cruger, Jr.                          | 1757              | 1766              |                       |
| 42  | Whitehead Hicks                           | 1766              | 1776              |                       |
| 43  | David Matthews                            | 1776              | 1783              |                       |
| 44  | James Duane                               | 1784              | 1789              |                       |
| 45  | Richard Varick                            | 1789              | 1801              |                       |
| 46  | Edward Livingston                         | 1801              | 1803              | Democratic-Republican |
| 47  | DeWitt Clinton (1-ul termen)              | 1803              | 1807              | Democratic-Republican |
| 48  | Marinus Willett                           | 1807              | 1808              |                       |
| 49  | DeWitt Clinton (al 2-lea termen)          | 1808              | 1810              | Democratic-Republican |
| 50  | Jacob Radcliff (1-ul termen)              | 1810              | 1811              |                       |
| 51  | DeWitt Clinton (3rd term)                 | 1811              | 1815              | Democratic-Republican |
| 52  | John Ferguson                             | 1815              | 1815              |                       |
| 53  | Jacob Radcliff (al 2-lea termen)          | 1815              | 1818              |                       |
| 54  | Cadwallader D. Colden                     | 1818              | 1821              | Federalist            |
| 55  | Stephen Allen                             | 1821              | 1824              |                       |
| 56  | William Paulding, Jr. (1-ul termen)       | 1825              | 1826              | Democratic            |
| 57  | Philip Hone                               | 1826              | 1827              | Whig                  |
| 58  | William Paulding Jr. (al 2-lea termen)    | 1827              | 1829              | Democratic            |
| 59  | Walter Bowne                              | 1829              | 1832              | Democratic            |
| 60  | Gideon Lee                                | 1833              | 1834              | Democratic            |

Note
1. Peter Delanoy was the first and only directly-elected mayor of New York[2] until 1834. Appointed mayors resumed in the wake of Leisler's Rebellion.

### Primari ai orașului neconsolidat aleși de populație
Under the Charter of 1834, mayors were elected annually. After 1849, they served two-year terms. 
| no.       | Nume                                    | Început           | Sfârșit             | Partid politic                                   |
| --------- | --------------------------------------- | ----------------- | ------------------- | ------------------------------------------------ |
| 61        | Cornelius Van Wyck Lawrence             | 1825              | 1837                | Democratic                                       |
| 62        | Aaron Clark                             | 1837              | 1839                | Whig                                             |
| 63        | Isaac Varian                            | 1839              | 1841                | Democratic                                       |
| 64        | Robert Morris                           | 1841              | 1844                | Democratic                                       |
| 65        | James Harper                            | 1844              | 1845                | American Republican/Know-Nothing                 |
| 66        | William F. Havemeyer (1-ul termen)      | 1845              | 1849                | Democratic                                       |
| 67        | Andrew H. Mickle                        | 1849              | 1851                | Democratic                                       |
| 68        | William Brady                           | 1847              | 1848                | Whig                                             |
| 69        | William F. Havemeyer (al 2-lea termen)  | 1848              | 1849                | Democratic                                       |
| 70        | Caleb Smith Woodhull                    | 1849              | 1851                | Whig                                             |
| 71        | Ambrose Kingsland                       | 1851              | 1853                | Whig                                             |
| 72        | Jacob Aaron Westervelt                  | 1853              | 1855                | Democratic                                       |
| 73        | Fernando Wood (1-ul termen)             | 1855              | 1858                | Democratic                                       |
| 74        | Daniel F. Tiemann                       | 1858              | 1869                | Coalition (People's Union, American, Democratic) |
| 75        | Fernando Wood (al 2-lea termen)         | 1869              | 1875                | Democratic                                       |
| 76        | G. Opdyke                               | 1876              | 1864                | Republican                                       |
| 77        | C. Gunther                              | 1864              | 1866                | Democratic                                       |
| 78        | John Hoffman 1                          | 1866              | 1868                | Democratic                                       |
| Interimat | Thomas Coman 1                          | 30 noiembrie 1868 | 4 ianuarie 1869     | Democratic                                       |
| 79        | Abraham Oakey Hall                      | 1869              | 1872                | Republican                                       |
| 80        | William F. Havemeyer 2 (3rd term) †     | 1873              | 30 noiembrie 1874 † | Republican                                       |
| Interimat | Samuel B. H. Vance 2                    | 30 noiembrie 1874 | 31 decembrie 1874   | Republican                                       |
| 81        | William H. Wickham                      | 1875              | 1876                | Democratic                                       |
| 82        | Smith Ely, Jr.                          | 1877              | 1878                | Democratic                                       |
| 83        | Edward Cooper                           | 1879              | 1880                | Democratic                                       |
| 84        | William Russell Grace (1-ul termen)     | 1881              | 1882                | Democratic (anti-Tammany)                        |
| 85        | Franklin Edson                          | 1883              | 1884                | Democratic                                       |
| 86        | William Russell Grace (al 2-lea termen) | 1885              | 1886                | Independent                                      |
| 87        | Abram S. Hewitt                         | 1887              | 1888                | Democratic                                       |
| 88        | Hugh J. Grant                           | 1889              | 1892                | Democratic                                       |
| 89        | Thomas F. Gilroy                        | 1893              | 1894                | Democratic                                       |
| 90        | William L. Strong                       | 1895              | 1897                | Fusion                                           |

Note
1. John T. Hoffman resigned after his election as Governor of New York state but before the end of his mayoral term. Thomas Coman, President of the Board of Aldermen, completed Hoffman's term interimar until his elected successor, A. Oakey Hall, took office.
2. William F. Havemeyer died during his last term of office. Samuel B. H. Vance, President of the Board of Aldermen, completed Havemeyer's term interimar until his elected successor, William H. Wickham took office.

## Primari de la Consolidarea din 1898
The 1898–1901 term was for four ani. The Charter was changed – make the Mayor's term a two-year one beginning in 1902, but after two such terms was changed back – resume four-year terms in 1906. George B. McClellan, Jr. thus served one two-year term from 1904 – 1905, during which he was elected – a four-year term from 1906 – 1909. See New York City mayoral elections#Terms and term limits (since 1834).
| no.       | Nume                      | Dată început  | An început | Dată sfârșit  | An sfârșit | Durată          | Partid politic                                                              |
| --------- | ------------------------- | ------------- | ---------- | ------------- | ---------- | --------------- | --------------------------------------------------------------------------- |
| 91        | Robert A. Van Wyck        | 1 ianuarie    | 1898       | 31 decembrie  | 1901       | 4 ani           | Democratic                                                                  |
| 92        | Seth Low 1                | 1 ianuarie    | 1902       | 31 decembrie  | 1903       | 2 ani           | Citizens Union/Republican/ Anti-Tammany Democratic                          |
| 93        | George B. McClellan, Jr.  | 1 ianuarie    | 1904       | 31 decembrie  | 1909       | 6 ani           | Democratic                                                                  |
| 94        | William Jay Gaynor 2 †    | 1 ianuarie    | 1910       | 10 septembrie | 1913 †     | 3 ani, 253 zile | Democratic                                                                  |
| Interimat | Ardolph Loges Kline 3     | 10 septembrie | 1913       | 31 decembrie  | 1913       | 113 days        | Republican                                                                  |
| 95        | John Purroy Mitchel       | 1 ianuarie    | 1914       | 31 decembrie  | 1917       | 4 ani           | Fusion                                                                      |
| 96        | John F. Hylan             | 1 ianuarie    | 1918       | 31 decembrie  | 1925       | 8 ani           | Democratic                                                                  |
| 97        | James J. Walker 4         | 1 ianuarie    | 1926       | 1 septembrie  | 1932       | 6 ani, 244 zile | Democratic                                                                  |
| Interimat | Joseph V. McKee 5         | 1 septembrie  | 1932       | 31 decembrie  | 1932       | 121 days        | Democratic                                                                  |
| 98        | John P. O'Brien           | 1 ianuarie    | 1933       | 31 decembrie  | 1933       | 1 an            | Democratic                                                                  |
| 99        | Fiorello H. La Guardia    | 1 ianuarie    | 1934       | 31 decembrie  | 1945       | 12 ani          | Republican / Fusion                                                         |
| 100       | William O'Dwyer 6         | 1 ianuarie    | 1946       | 31 august     | 1950       | 4 ani, 243 zile | Democratic                                                                  |
| Interimat | Vincent R. Impellitteri 7 | 31 august     | 1950       | 14 noiembrie  | 1950       | 75 days         | Democratic (interimar)                                                      |
| 101       | Vincent R. Impellitteri 7 | November 14   | 1950       | 31 decembrie  | 1953       | 3 ani, 48 zile  | Independent (as elected mayor)                                              |
| 102       | Robert F. Wagner, Jr.     | 1 ianuarie    | 1954       | 31 decembrie  | 1965       | 12 ani          | Democratic                                                                  |
| 103       | John V. Lindsay           | 1 ianuarie    | 1966       | 31 decembrie  | 1973       | 8 ani           | Republican / Liberal 1966–69; Liberal 1969–70; Democratic / Liberal 1970–73 |
| 104       | Abraham D. Beame          | 1 ianuarie    | 1974       | 31 decembrie  | 1977       | 4 ani           | Democratic                                                                  |
| 105       | Edward I. Koch            | 1 ianuarie    | 1978       | 31 decembrie  | 1989       | 12 ani          | Democratic                                                                  |
| 106       | David N. Dinkins          | 1 ianuarie    | 1990       | 31 decembrie  | 1993       | 4 ani           | Democratic                                                                  |
| 107       | Rudolph W. Giuliani ♥     | 1 ianuarie    | 1994       | 31 decembrie  | 2001       | 8 ani           | Republican                                                                  |
| 108       | Michael R. Bloomberg ♥    | 1 ianuarie    | 2002       | 31 decembrie  | 2013       | 12 ani          | Republican 2002–07; Independent 2007–13                                     |
| 109       | Bill de Blasio ♥          | 1 ianuarie    | 2014       | 31 decembrie  | 2021       | 8 ani           | Democratic                                                                  |
| 109       | Eric Adams ♥              | 1 ianuarie    | 2022       |               |            |                 | Democratic                                                                  |

 † died in office ; ♥ still living as of 24 April 2021
Notes:
1. Seth Low previously served as Mayor of the City of Brooklyn from 1882 – 1885.
2. William Jay Gaynor died 10 septembrie 1913.
3. Ardolph L. Kline, the unelected President of the Board of Aldermen, succeeded interimar upon William Gaynor's death, but then sought re-election as an Alderman (successfully) rather than election as Mayor. Kline has thus been the only mayor since 1834 never – win a city-wide election (having been appointed Vice President of the Board of Aldermen by his colleagues and then succeeding – the Presidency mid-term, rather than winning it by popular election at large).
4. James J. "Jimmy" Walker resigned 1 septembrie 1932 and went – Europe, amid allegations of corruption in his administration.
5. Joseph V. McKee, as President of the Board of Aldermen, became Acting Mayor in Walker's place, but was then defeated in a special election by John P. O'Brien.
6. William O'Dwyer resigned 31 august 1950, during a police corruption scandal, after which he was appointed Ambassador – Mexico by President Harry S. Truman.
7. Vincent R. Impellitteri, President of the New York City Council, became Acting Mayor when O'Dwyer resigned on 31 august 1950, and was then elected – the office in a special election held on 7 noiembrie 1950.  He was inaugurated on November 14.

## Foști primari în viață
În prezent, 3 foști primari mai sunt în viață.
Cel mai recent fost primar care a murit a fost David Norman Dinkins, pe 23 noiembrie 2020. Acesta a servit ca primar al New York-ului între 1.01.1990-31.12.1993.
| Nume              | Data nașterii                 | În funcție  | Partid                  | Foști primarii în viață la inaugurarea sa         |
| ----------------- | ----------------------------- | ----------- | ----------------------- | ------------------------------------------------- |
| Rudolph Giuliani  | 28 mai 1944 (80 de ani)       | 1994 – 2001 | Republican              | John Lindsay†, Abe Beame†, Ed Koch, David Dinkins |
| Michael Bloomberg | 14 februarie 1942 (83 de ani) | 2002 – 2013 | Republican/ Independent | Ed Koch†, David Dinkins, Rudolph Giuliani         |
| Bill de Blasio    |                               |             |                         |                                                   |